# Língua ulucumi
Ulucumi (Ulukwumi) é uma língua edequiri do subgrupo ioruboide falado no estado do Delta na Nigéria. Pertence à subfamília Volta-níger e à família atlântico-congolesa da línguas nigero-congolesas.